# Kelly McCallum
Kelly McCallum, née le 2 juin 1973, est une joueuse internationale canadienne de rugby à XV de 1,65 m pour 66 kg, occupant le poste de demi d'ouverture au Richmond FC (en). 

## Palmarès
(au 30.08.2006)
- 13 sélections en Équipe du Canada féminine de rugby à XV
- 26 points
- participation à la Coupe du monde féminine de rugby à XV 2006: 4e place.